# تبهکاران
تبهکاران (انگلیسی: The Gangsters) یک فیلم کوتاه کمدی به کارگردانی هنری لرمن است که در سال ۱۹۱۳ منتشر شد. راسکو آرباکل در این فیلم در نقش یکی از پلیس‌های کی‌استون ظاهر شده‌است.

## گزیدهٔ بازیگران
- راسکو آرباکل
- نیک کاگلی
- فرد میس
- هنک من
- فورد استرلینگ
- اَل سنت جان